# Nat Pinkerton II
Nat Pinkerton II, også med titel Det forsvundne Barn er en dansk stum detektivfilm fra 1909 produceret af Nordisk Films Kompagni og instrueret af Viggo Larsen, der også spiller rollen som mesterdetektiven Nat Pinkerton.
Filmen havde dansk premiere den 14. marts 1909 i Biograf-Theatret. Filmen blev i tysktalende lande distribueret som Nat Pinkerton und das verschwundene Kind.
Filmens hovedperson var baseret på tyskeren Adolf Eichlers historier om den amerikanske mesterdetektiv Nat Pinkerton, der i begyndelsen af 1900'erne opnåede stor popularitet ikke kun i Danmark, men også på to af Nordisk films vigtigste markeder, Tyskland og Rusland.

## Handling
Ægteskabssvindleren Sam Sander forlader sin forlovede, den unge og rige og smukke frøken Durban, og frier i stedet til en rig enke, der accepterer. Frøken Durban søn opdager imidlertid Sam Sanders omfavne enken og Sander beslutter at skaffe drengen af vejen. Han kontakter den skumle Fagin, der arrangerer, at drengen bortføres og bringes til Fagin. Da frøken Durban ikke kan finde barnet, og da Sanders fortæller at han heller ikke kan finde ham, går hun til mesterdetektiven Nat Pinkerton for at bede om hjælp. 
Fagin er fulgt efter hende og ser hende tale med Nat Pinkerton. Fagin skynder sig hjem, men hjemme venter Pinkerton køligt på ham. Pinkerton tilkalder politiet og minuttet efter er Fagin i håndjern og drengen befriet. Drengen bringes tilbage til sin moder, og da de ankommer til hjemmet ser Nat Pinkerton at Sanders er i færd med at true frøken Durban med en pistol for at få penge fra hende. Da forbryderen ser Pinkerton og indser at spillet er ude, prøver han at skyde Pinkerton, men uden held. Sanders tages til fange, og Pinkerkon siger nogle beroligende ord til frøken Durban, før han roligt forlader stedet.

## Medvirkende
- Viggo Larsen som Nat Pinkerton